# Ландасури, Антони
Антони Ригоберто Ландасури Эстасио (исп. Anthony Rigoberto Landazuri Estacio ; родился 19 апреля 1999 года в Эсмеральдас, Эквадор) — эквадорский футболист, защитник клуба «Тенерифе».

## Биография
Ландасури — воспитанник клуба «Индепендьенте дель Валье». 28 ноября 2015 года в матче против гуаякильской «Барселоны» он дебютировал в эквадорской Примере. 13 декабря в поединке против ЛДУ Кито Антони забил свой первый гол за «Индепендьенте». В 2016 году Ландасури стал финалистом Кубка Либертадорес, правда числился только среди запасных и в матчах турнира на поле не выходил.
В последующие годы стал одним из лидеров команды. В 2019 году помог «Индепендьенте» выиграть Южноамериканский кубок, а два года спустя — впервые в истории стать чемпионами Эквадора.
С 2022 года является игроком бразильской «Форталезы».

## Достижения
- Чемпион Эквадора (1): 2021
- Финалист Кубка Либертадорес (1): 2016
- Обладатель Южноамериканского кубка (1): 2019